# John Arbuthnot Fisher
John Arbuthnot Fisher, 1. baron Fisher z Kilverstone (John Arbuthnot Fisher, 1st Baron Fisher of Kilverstone) (25. ledna 1841 Cejlon – 10. července 1920 Londýn, Spojené království) byl britský admirál. U námořnictva sloužil od roku 1855, zúčastnil se několika válek druhé poloviny 19. století. Nevynikl jako námořní vojevůdce, ale proslul jako organizátor britského námořního zbrojení před první světovou válkou. Byl reformátorem královského námořnictva a duchovním otcem několika nových typů válečných lodí, včetně bitevní lodi nového typu, dreadnoughtu. V letech 1904–1910 a na začátku první světové války v letech 1914–1915 zastával funkci prvního námořního lorda. V námořnictvu dosáhl nejvyšší možné hodnosti velkoadmirála (1905). V roce 1909 se s titulem barona stal členem Sněmovny lordů.

## Životopis

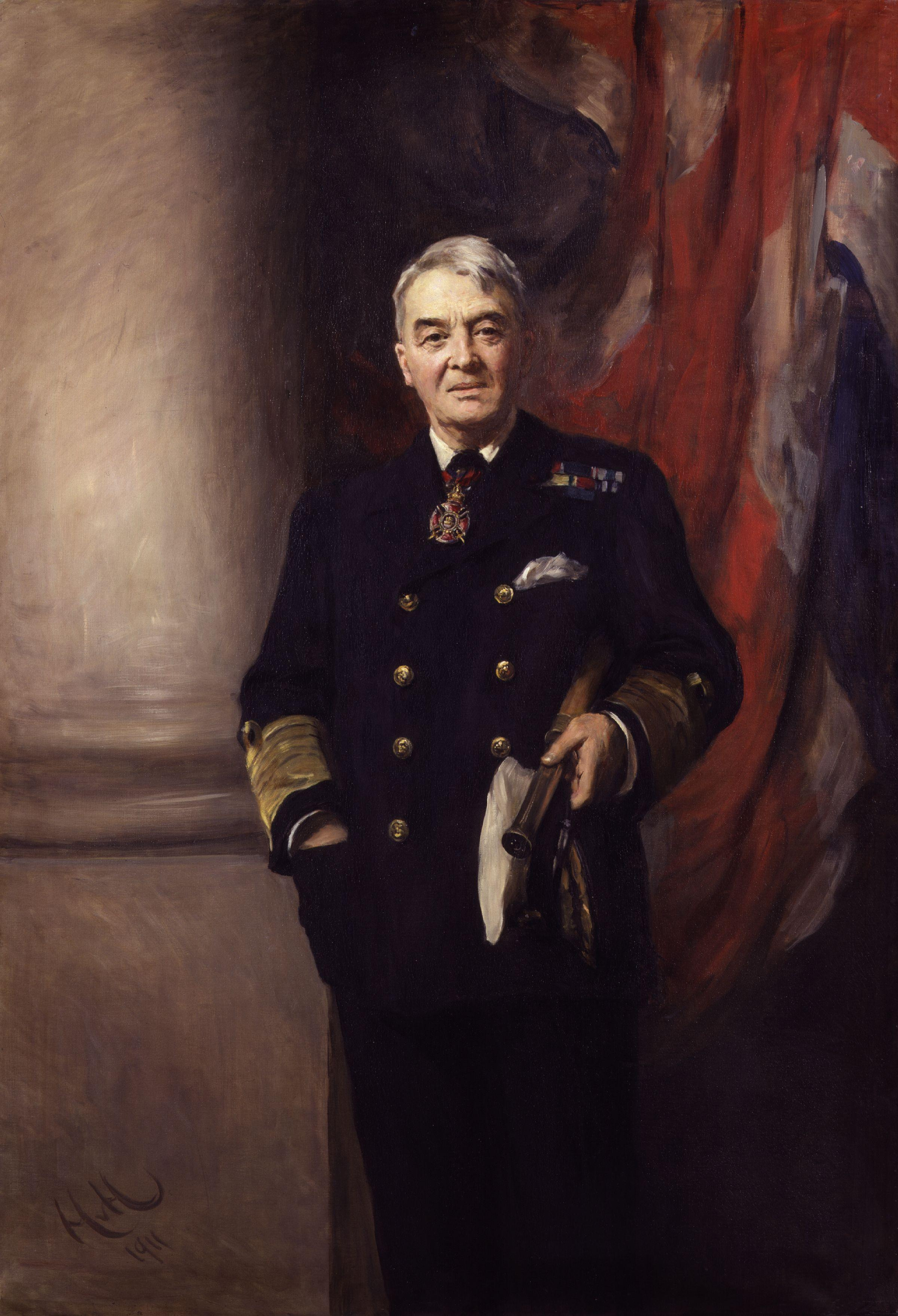
Portrét ze sbírek Národní portrétní galerie

Pocházel ze starobylé rodiny připomínané od 15. století, příslušníci několika generací jeho předků byli knězi anglikánské církve. Narodil se na Cejlonu jako nejstarší syn do početné rodiny kapitána Williama Fishera. John Fisher vstoupil do Royal Navy jako kadet v roce 1852 pod patronátem rodinného přítele admirála Williama Parkera a zúčastnil se krymské války. Poté sloužil u břehů Číny, bojoval v druhé opiové válce, zdokonalil se v navigaci a v roce 1861 absolvoval důstojnické zkoušky v Portsmouthu. V další aktivní službě zažil přechod loďstva od plachetnic k parním křižníkům. V roce 1869 byl povýšen na komandéra a v roce 1874 dosáhl hodnosti kapitána. Později sloužil ve Středomoří, počátkem 80. let se zúčastnil tažení do Egypta a Súdánu, v této době se také spřátelil s princem waleským (pozdější král Eduard VII.) a v roce 1882 získal Řád lázně. V následujících letech jeho další aktivní službu narušovaly nemoci a v rámci léčení mimo jiné navštívil Mariánské Lázně, kde jako doprovod Eduarda VII. pobýval několikrát i později. V roce 1887 byl jmenován námořním pobočníkem královny Viktorie a v roce 1890 dosáhl hodnosti kontradmirála. V letech 1891–1892 byl superintendantem loděnic v Portsmouthu a v letech 1893–1897 s titulem třetího námořního lorda zastával funkci generálního inspektora námořnictva. V letech 1897–1899 byl vrchním velitelem loďstva v Karibiku a severní Americe, následně v letech 1899–1902 vrchním velitelem ve Středozemním moři. V roce 1899 byl též britským delegátem na mezinárodní mírové konferenci v Haagu. Mezitím byl povýšen na viceadmirála (1896) a admirála (1901). Poté byl velitelem v Portsmouthu (1902–1903) a druhým námořním lordem (1903–1904).[zdroj?]
V říjnu 1904 se admirál Fisher stal prvním námořním lordem, zároveň byl jmenován prvním námořním pobočníkem krále Eduarda VII. V následujících letech zavedl řadu reforem. Jednalo se například o redislokaci loďstva, soustředění jeho hlavních sil do domácích vod a ostatních lodí do strategických bodů (Dover, Gibraltar, Alexandrie, Kapské Město a Singapur). Fisher rovněž prosadil stavbu nových kategorií válečných lodí. Bitevní loď HMS Dreadnought byla natolik revoluční konstrukcí, že se termín dreadnought stal obecným pojmenováním nového typu bitevních lodí. Převratné bylo rovněž zavedení bitevních křižníků, zatímco Fisherův nápad na stavbu velkých lehkých křižníků třídy Glorious skončil fiaskem a všechny tři byly později přestavěny na letadlové lodi. V roce 1909 byl povýšen na barona a stal se členem Sněmovny lordů, byl též členem Tajné rady. Do funkce prvního námořního lorda byl znovu povolán na začátku první světové války (1914–1915), odstoupil spolu s ministrem námořnictva Winstonem Churchillem po neúspěchu akce v Dardaneleském průlivu.[zdroj?]